# Barão d'Aldrigger
Jean-Baptiste d'Aldrigger, nascido em Estrasburgo em 1764, é um personagem da Comédia Humana de Honoré de Balzac. Ele representa, com Frédéric de Nucingen, um dos arquétipos da alta finança da Comédia. Não se conhece a origem de sua fortuna. Ele é simplesmente indicado em La Maison Nucingen como o primeiro empregador de Frédéric, com que o futuro lince deu seus primeiros passos com a idade de doze anos. Ele aparece pouco na Comédia. Aparentemente o rico Cerf Beer, banqueiro alsaciano de origem judaica do século XVIII, foi um dos modelos reais de Balzac para este personagem. É com ele, Cerf Berr, que Beer Léon Fould, rico banqueiro contemporâneo a Balzac , foi iniciado nas mesmas condições que o barão de Nucingen.
Bonapartista convicto, d'Aldrigger já tem uma sólida fortuna em 1800 (adquirida durante a revolução). Ele se casa com uma rica herdeira de Mannheim: Théodora Adolphus, que ele ama tanto por ela mesma quanto por sua imensa fortuna. Não se conhece seus amigos nem seus inimigos. Feito barão pelo imperador em reconhecimento a sua fidelidade, o alsaciano muito honesto se arruína entre 1814 e 1815 por ter posto suas esperanças em Napoleão. Apesar de sua ruína, e contrariamente aos métodos de Nucingen, d'Aldrigger continua a pagar seus credores quando pode proceder a uma liquidação. Nucingen o considera honesto, mas besta.
Depois desta ruína, o barão d’Aldrigger conserva ainda uma renda de quarenta mil francos (ele conseguiu salvar 500 mil francos que confia à administração de Nucingen).
Suas filhas teriam, portanto, dotes consideráveis, não fossem as despesas excessivas da baronesa que, à morte do barão em 1823, gasta a herança. Uma delas, Isaure, se casa com o dandy Godefroid de Beaudenord.